# François van Aerssen
François van Aerssen (ur. w 1669, zm. w 1740) – holenderski oficer marynarki wojennej. Rangę kapitana Amsterdamskiej Admiralicji miał od roku 1692. W 1713 został wiceadmirałem floty prowincji Holandii.